# Bombomyia bombiformis
Bombomyia bombiformis är en tvåvingeart som först beskrevs av Mario Bezzi 1921.  Bombomyia bombiformis ingår i släktet Bombomyia och familjen svävflugor. Inga underarter finns listade i Catalogue of Life.